# فرانك إم. جيبسون
فرانك إم. جيبسون هو شخصية أعمال كندي، (و. 1916  م).